# Annie Wittenmeyer
Sarah Ann “Annie” Turner Wittenmeyer, född 26 augusti 1827 i Adams County i Ohio, död 2 februari 1900, var en amerikansk kvinna och ordförande för kvinno- och nykterhetsorganisation Vita bandet från dess bildande 1874 till 1879. Hon var under Amerikanska inbördeskriget särskilt engagerad i humanitärt arbete för föräldralösa barn och i sjukvård för soldater. Hon var även sångförfattare och skrev flera texter till psalmer. 
Hon finns representerad i Frälsningsarméns sångbok 1990 med sången Jag har kommit till Herrens välsignelsedal. I Nya Psalmisten (1903) är hon representerad med psalm 323, "Välsignelsens dal".